# Baoh
Baoh (バオー来訪者?, Baō raihōsha) è un manga scritto e illustrato da Hirohiko Araki, pubblicato in Giappone in due volumi da Shūeisha tra il 1984 e il 1985. Il fumetto è stato pubblicato per la prima volta in italiano dalla Granata Press a puntate sulla rivista Zero e la seconda dalla Star Comics nella collana Action in tre volumetti dal formato ridotto rispetto agli originali.
Dal manga è stato tratto un film d'animazione OAV, prodotto nel 1989 dallo studio Pierrot. In Italia è uscito in VHS nel 1991  ed è  il primo anime  importato dall'allora  nascente Yamato Video. 

## Trama
Dentro al giovane ed innocente Ikuro Hashizawa ha preso dimora un parassita conosciuto col nome di Baoh, impiantatogli nel cervello da una malvagia organizzazione, il gruppo Dres, a seguito di un incidente stradale. Il parassita rende il ragazzo quasi immortale e gli conferisce una forza sovraumana: poteri che l'organizzazione intendeva sfruttare per dominare il mondo. 
Quando Ikuro riesce a scappare insieme a Sumire, una ragazzina dai poteri psichici, anche lei vittima, dovrà fare conti con i sicari ingaggiati dal crudele Dr. Kasuminome, a capo di Dres, il cui obiettivo principale diventa quello di sbarazzarsi delle cavie usate negli esperimenti.